# Fertagus
Fertagus è una impresa privata di trasporto ferroviario del Portogallo appartenente al Grupo Barraqueiro. Opera un servizio ferroviario passeggeri suburbano tra la stazione di Lisbona Roma-Areeiro e la stazione di Setúbal su un'estensione di 54 km. Il servizio utilizza tratte della linea di cintura, della linea del Sud e della linea del Sado e attraversa il ponte 25 de Abril.
L'impresa opera anche collegamenti su strada con autobus che collegano fermate lungo il Tago. Fertagus è anche il gestore delle gallerie commerciali delle stazioni di Pragal, Corroios, Foros de Amora e Fogueteiro.
Nel 2014 Fertagus ha movimentato circa 80.000 unità al giorno.

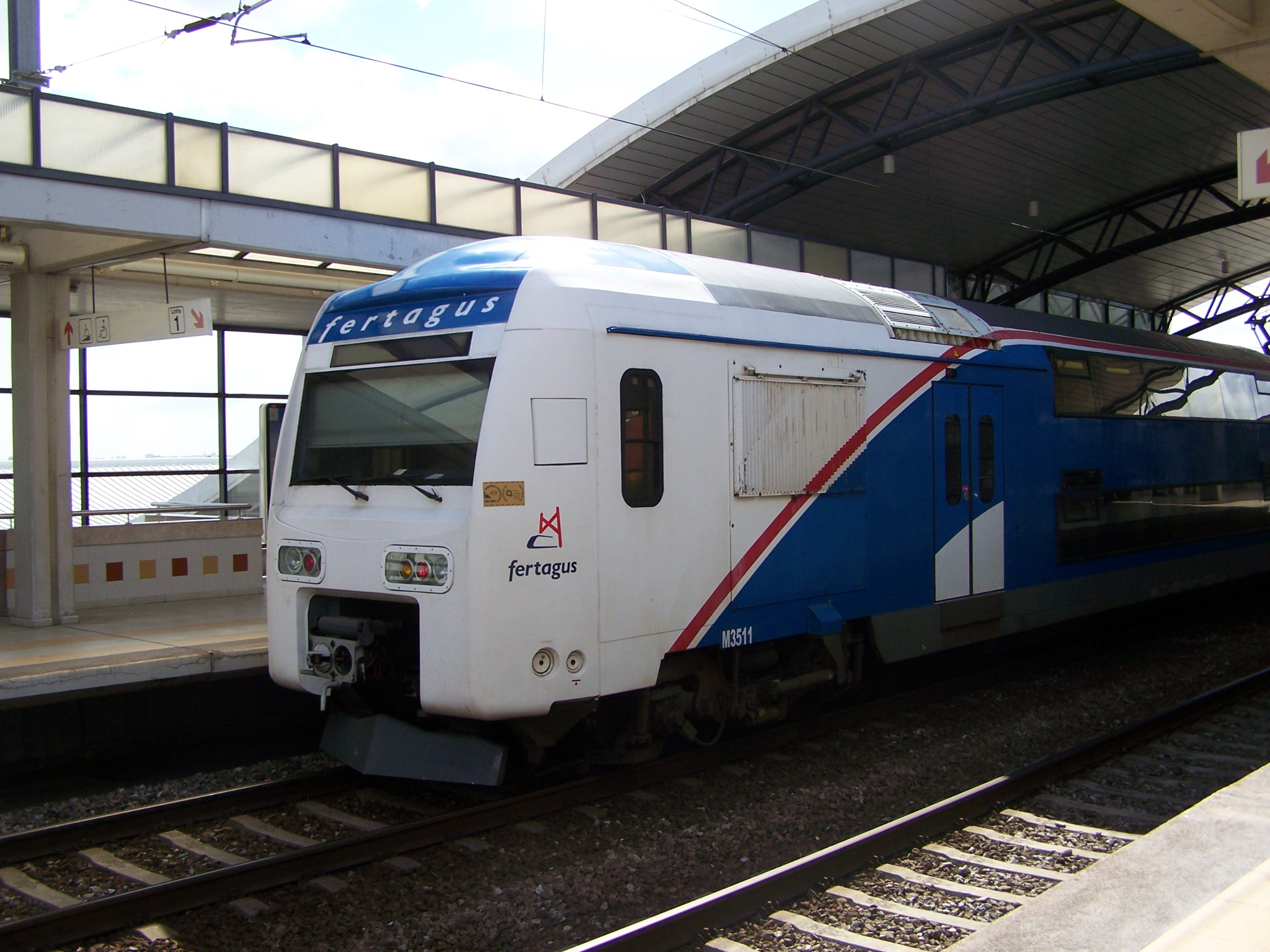
Treno suburbano Fertagus in stazione a Corroios

## Storia
Il 28 luglio 1997 venne emanato il bando pubblico n. 565/97 per la gara d'appalto internazionale per aggiudicare, in subconcessione, il servizio di trasporto ferroviario suburbano di passeggeri nell'asse ferroviario nord-sud della regione di Lisbona con estensione a Setúbal. La subconcessione prevista era di 30 anni dalla data di inizio effettivo; aveva lo scopo di abbassare i costi dell'esercizio pubblico CP.
Il 19 ottobre 1998 il Ministero con decreto n. 731/98 aggiudicava il servizio al Consorzio Fertagus 
Il 22 giugno 1999 lo stato portoghese stipulava il contratto di concessione per espletare il servizio di trasporto ferroviario suburbano di passeggeri nell'asse ferroviario nord-sud con il concessionario Fertagus-Travessia do Tejo, Transportes, S.A.. L'8 giugno 2005 il contratto di concessione venne rinegoziato.
Il 25 novembre 2010 il governo approvò una revisione del contratto di concessione a Fertagus. Tra le modifiche fu introdotta la possibilità dello stato recedere dal contratto nel 2016 senza pagamento di alcuna penale".
Il 22 febbraio 2011 la Fertagus firmò un ulteriore contratto di concessione per il servizio di trasporto ferroviario passeggeri dell'asse nord-sud fino al 31 dicembre 2019 in base ad una clausola del contratto negoziato nel 2005.
Nel 2012 un audit condotto dalla Corte europea dei Conti sulla concessione Fertagus concludeva che questa costituiva un esempio positivo di partnership pubblico-privato in Europa.

## Servizio ferroviario suburbano
Per espletare il servizio Fertagus utilizza 18 automotrici a due piani della CP, gruppo 3500 climatizzate, numerate da 3501 a 3518.
Fertagus opera su 2 itinerari: 
- Itinerario lungo: Lisbona Roma-Areeiro - Setúbal percorso in 57 minuti. La frequenza media dei treni è di 60 minuti e si riduce a 30 minuti nelle ore di punta; diviene di 45 minuti dopo le 24.
- Itinerario breve: Lisbona Roma-Areeiro - Coina percorso in 33 minuti. La frequenza dei treni è di 20 minuti (10 min nelle ore di punta, 30÷45 minuti dopo le 22:00).

Il servizio è svolto, con tali cadenze, nei giorni feriali; a fine settimana e nei giorni festivi la cadenza dei treni è fissa: sull'itinerario più lungo con frequenza di 60 minuti e su quello più breve con frequenza di 30 minuti.

### I treni Fertagus utilizzano le seguenti stazioni

Rete dei trasporti ferroviari urbani di CP Urbanos de Lisboa e di Fertagus (2008÷2011)

#### Lisbona
- Stazione di Lisbona Roma-Areeiro
- Stazione di Lisbona Entrecampos
- Stazione di Lisbona Sete Rios
- Stazione di Lisbona Campolide

#### Distretto di Setúbal
- Pragal (Almada)
- Corroios
- Foros de Amora
- Fogueteiro
- Coina
- Penalva
- Pinhal Novo
- Venda do Alcaide
- Palmela
- Setúbal

## Servizio suburbano su strada

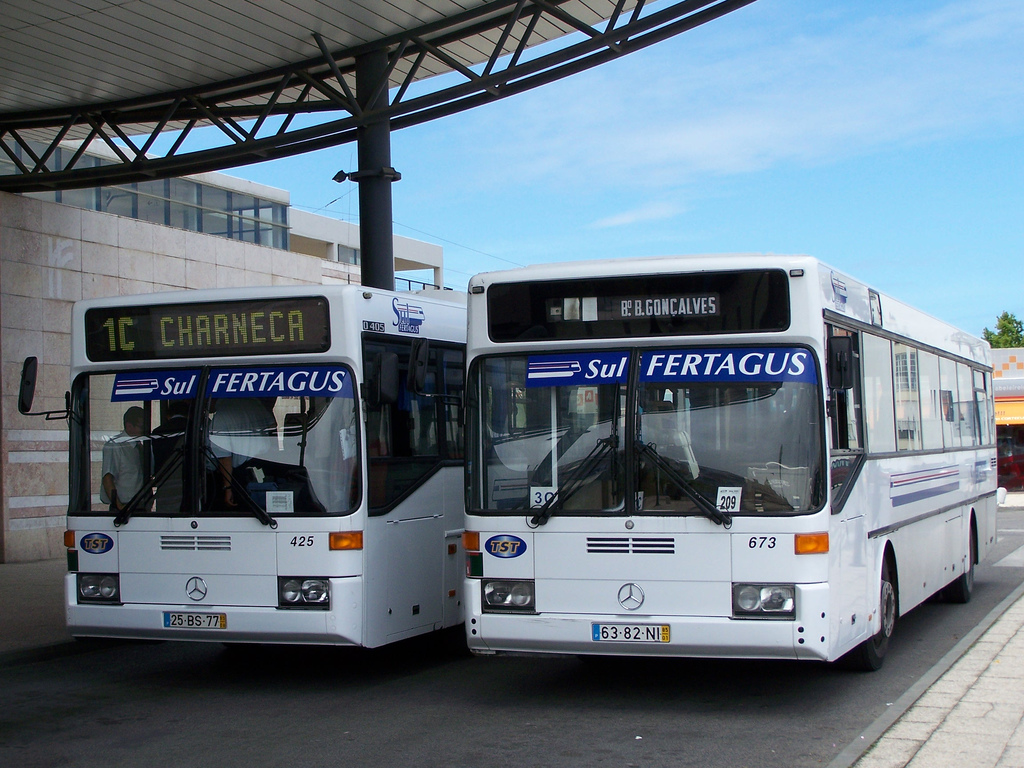
Autobus Fertagus in sosta nella stazione ferroviaria di Corroios

Fertagus dispone di una flotta di 37 autobus, denominata SulFertagus, che collega le stazioni gestite da Fertagus alle località più remote attraverso itinerari alternativi. 
Il servizio su strada è gestito in collaborazione con Transportes Sul do Tejo titolare di alcuni collegamenti propri tra alcune stazioni di fermata di Fertagus per destinazioni diverse a, Pragal, Corroios, Foros de Amora, Fogueteiro e Coina.

## Flotta
| Flotta Fertagus | Flotta Fertagus | Flotta Fertagus | Flotta Fertagus |
| --------------- | --------------- | --------------- | --------------- |
| Servizio        | Gruppo          | Tipologia       | N° veicoli      |
| Fertagus        | CP 3500         | Automotrice     | 18              |
| SulFertagus     | -               | Autobus         | 37              |